# Sinus Concordiae

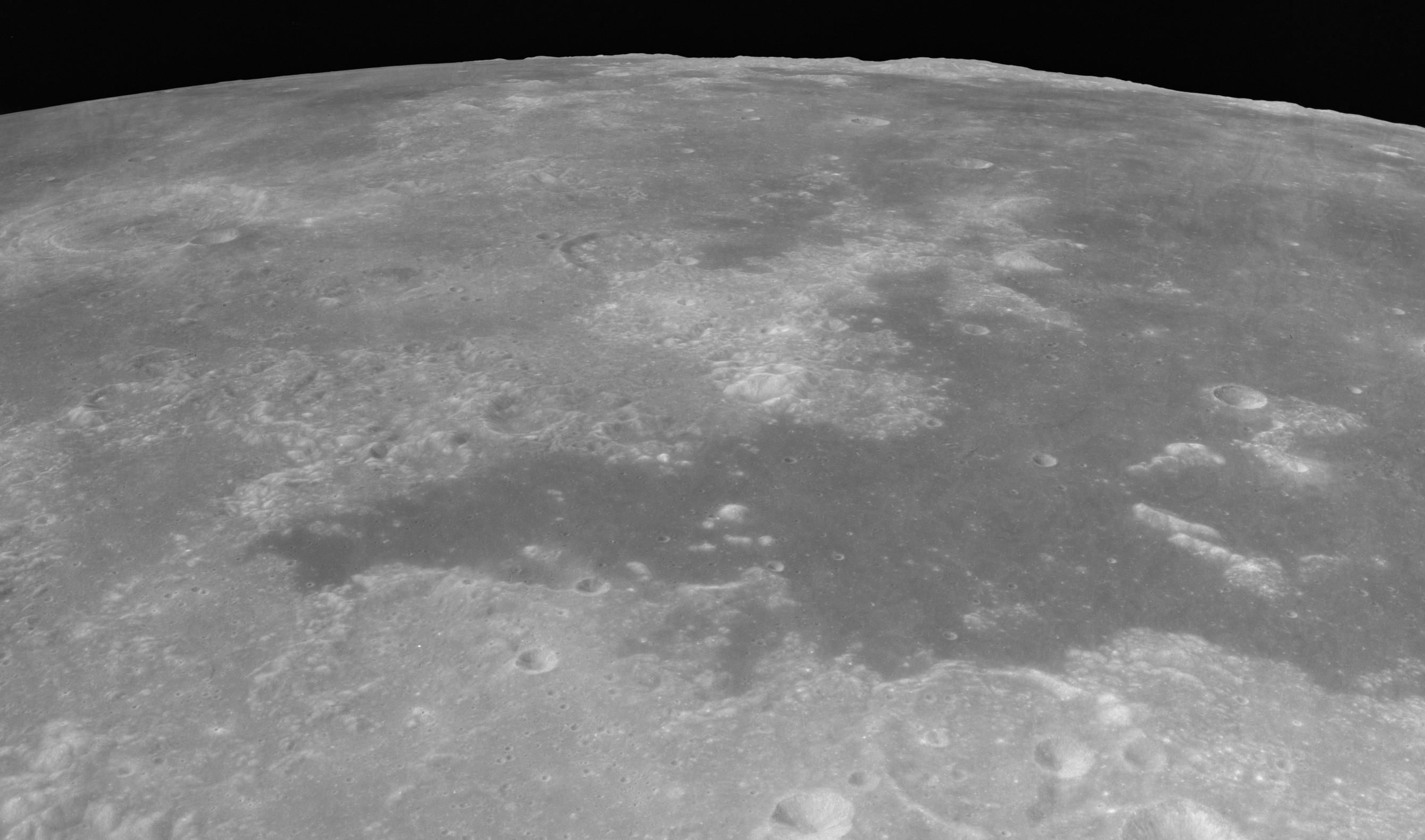
Vista oblicua mirando al sur desde el Apolo 17

El Sinus Concordiae (en latín,  "Bahía de la "Concordia") es una bahía (seno) lunar situada a lo largo del borde oriental del Mare Tranquillitatis. Próximo a su frontera norte se localiza el Palus Somni, mientras que en su lado sur aparece una zona de terreno irregular que contiene el cráter Da Vinci, muy erosionado. Las coordenadas selenográficas de esta bahía son 10.8° Norte, 43.2° Este, y  tiene un diámetro global de 142 km.

## Denominación
El nombre de la bahía fue adoptado por la Unión Astronómica Internacional en 1976.